# Parc Pierre Paulus
Le parc Pierre Paulus (en néerlandais : Pierre Pauluspark) est un parc situé dans la commune de Saint-Gilles, entre la rue de Parme et la rue de l’Hôtel des Monnaies. Il s'agit des dépendances de la Maison Pelgrims. Il est classé depuis le 17 avril 1997.

## Accessibilité
Ce site est desservi par la station de prémétro Parvis de Saint-Gilles.